# Lucien Gander
Lucien Gander (Mülhausen, 1884 - 1960) fou un polític alsacià. Treballà com a marxant de productes químics, milità al RPF, amb el que fou escollit senador el 1951-1952 i alcalde de Mülhausen el 1947 fins al 1953. Durant el seu mandat encarregà a l'arquitecte Pierre-Jean Guth el pla de reconstrucció de la ciutat.